# 馬泰鈞
馬泰鈞（？年—？年），字韻初，安徽省合肥縣人，美國哈佛大學畢業，法政科進士，鹽政名宿。

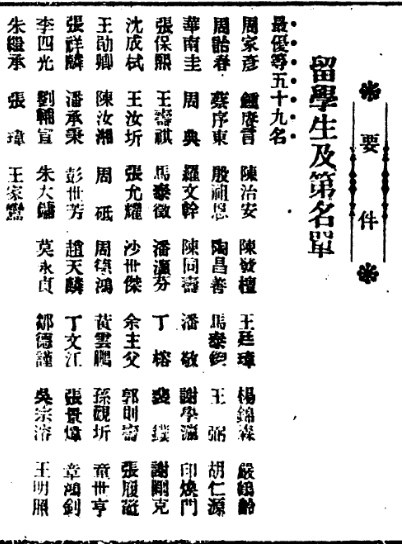

## 生平[2]
- 宣統三年（1911年）九月，經學部驗看考試，得85分[3]，列最優等，賞給法政科進士。[4]
- 保定高等師範學堂英文教員，奉天鹽務稽核分所主任、福建鹽務稽核所主任
- 民國2年（1913年）1月28日，派鹽務稽核造報奉天分所經理[5]。
- 民國30年（1941年）4月21日，署財政部鹽政司司長[6]。
- 民國33年（1944年）6月23日，免財政部鹽政司司長[7]。